# Neoclypeodytes
Neoclypeodytes es un género de coleópteros adéfagos de la familia Dytiscidae. 

## Especies
- Neoclypeodytes amybethae Miller 2001
- Neoclypeodytes anasinus Miller 2001
- Neoclypeodytes astrapus Miller 2001
- Neoclypeodytes balkei Scheers & Hajek 2020
- Neoclypeodytes challeti K.B.Miller 2001
- Neoclypeodytes cinctellus (LeConte 1852)
- Neoclypeodytes curtulus (Sharp 1887)
- Neoclypeodytes discedens (Sharp 1882)
- Neoclypeodytes discretus (Sharp 1882)
- Neoclypeodytes edithae Miller 2001
- Neoclypeodytes fortunensis Scheers & Hajek 2020
- Neoclypeodytes fryii (Clark 1862)
- Neoclypeodytes haroldi Miller 2001
- Neoclypeodytes latifrons (Sharp 1882)
- Neoclypeodytes leachi (Leech 1948)
- Neoclypeodytes luctuosus (Guignot 1949)
- Neoclypeodytes lynceus (Sharp 1882)
- Neoclypeodytes megalus Miller 2001
- Neoclypeodytes moroni Arce-Pérez & Novelo-Gutiérrez 2015
- Neoclypeodytes nanus Miller 2001
- Neoclypeodytes obesus (Sharp 1882)
- Neoclypeodytes ornatellus (Fall 1917)
- Neoclypeodytes pictodes (Sharp 1882)
- Neoclypeodytes plicipennis (Crotch 1873)
- Neoclypeodytes quadrinotatus (Sharp 1882)
- Neoclypeodytes quadripustulatus (Fall 1917)
- Neoclypeodytes roughleyi Miller 2001
- Neoclypeodytes similis Miller 2001
- Neoclypeodytes tumulus Miller 2001